# スペルロンガ
スペルロンガ（伊: Sperlonga）は、イタリア共和国ラツィオ州ラティーナ県にある、人口約3,000人の基礎自治体（コムーネ）。

## 地理

### 位置・広がり

#### 隣接コムーネ
隣接するコムーネは以下の通り。
- フォンディ
- イトリ

### 気候分類・地震分類
スペルロンガにおけるイタリアの気候分類 (it) および度日は、zona C, 1175 GGである。
また、イタリアの地震リスク階級 (it) では、zona 3B (sismicità bassa) に分類される。

## 文化・観光
「イタリアの最も美しい村」クラブ加盟コムーネである。

## 舞台作品
- 『大追跡』（1965年、仏・伊・西合作コメディ映画）